# المعهد الهندي للإدارة بنغالور
المعهد الهندي للإدارة بنغالور هي جامعة عامة في الهند تأسست عام 1973.

## إحصائيات
يبلغ عدد طلاب الجامعة 1000 طالب.

## وصلات خارجية
- الموقع الإلكتروني